# Jenny Langner
Jenny Langner (* 1988 in Blankenburg) ist eine deutsche Schauspielerin.

## Leben
Jenny Langner absolvierte nach ihrem Abitur von 2008 bis 2012 ein Schauspielstudium an der Hochschule für Musik und Darstellende Kunst Stuttgart. Schon währenddessen trat sie u. a. am Staatstheater Stuttgart als Wendla in Frühlings Erwachen von Frank Wedekind (Regie: Catja Baumann), als Puck in William Shakespeares Ein Sommernachtstraum (Regie: Gerd Heinz), am Stuttgarter Wilhelma-Theater und in Children of the Revolution (Regie: Tom Ryser) am Theater Freiburg auf.
Von 2012 bis 2014 hatte sie ihr erstes Engagement am Anhaltischen Theater Dessau. Von 2014 bis 2017 war sie am Theater Magdeburg engagiert.
Von Juli 2017 bis Juli 2020 arbeitete sie gastierend, seit der Saison 2020/21 ist sie fest am Staatstheater Augsburg engagiert.

## Rollen (Auswahl)
- 2014: „Julia“ in Romeo und Julia, Regie: Cornelia Crombholz, Theater Magdeburg
- 2015: „Dora“ in Die sexuellen Neurosen unserer Eltern, Regie: Kristo Šagor, Theater Magdeburg
- 2017: paradies fluten (verirrte Sinfonie); Regie: Nicole Schneiderbauer; Theater Augsburg
- „Polly“ in der Beggar’s Opera, Regie: Andrè Bücker, Anhaltinisches Theater Dessau
- „Karoline“ in Kasimir und Karoline, Regie: Niklas Ritter, Anhaltinisches Theater Dessau

## Filmografie
- 2012: Höllenqual
- 2013: Komm, ich fackel deine Eigentumswohnung ab!
- 2015: Käthe Kruse (Fernsehfilm)
- 2016: Alles Klara
- 2018: Und der Zukunft zugewandt
- 2019: Krauses Hoffnung
- 2021: Sturm der Liebe

## Hörspiele (Auswahl)
- 2021: Teresa Dopler: Unsere blauen Augen (Lisa) – Regie: Stefan Kanis (MDR)